# Allium anisopodium
L'Allium anisopodium és una planta nativa de Sibèria, les províncies de l'est llunyà de Rússia, Corea, el Kazakhstan, Mongòlia i el nord de la Xina.
L'Allium anisopodium és una planta herbàcia perenne amb una tija arrodonida en secció; pot arribar a fer 70 cm d'alçada. Les fulles solen tenir la mateixa llargada que la tija, i les flors són de color lila.
Existeixen dues varietats reconegudes:
L'Allium anisopodium var. anisopodium, amb les fulles i la tija llises, i l'Allium anisopodium var. zimmermannianum (syn: Allium zimmermannianum Gilg), amb les fulles i la tija rugoses.